# Vayres-sur-Essonne
Vayres-sur-Essonne ist eine französische Gemeinde mit 974 Einwohnern (Stand: 1. Januar 2022), die im Département Essonne und in der Region Île-de-France liegt. Sie gehört zum Arrondissement Étampes und zum Kanton Étampes. Die Einwohner werden Vayrois genannt.

## Geographie
Vayres-sur-Essonne liegt etwa 46 Kilometer südlich von Paris am Ufer des Flusses Essonne, der auch die nordöstliche Gemeindegrenze bildet. Die Gemeinde liegt im Regionalen Naturpark Gâtinais français. Umgeben wird Vayres-sur-Essonne von den Nachbargemeinden D’Huison-Longueville im Norden und Nordwesten, Guigneville-sur-Essonne im Norden und Nordosten, Boutigny-sur-Essonne im Osten, Courdimanche-sur-Essonne im Süden und Südosten, Valpuiseaux im Südwesten sowie Bouville im Westen.

## Bevölkerungsentwicklung
| 1962                       | 1968 | 1975 | 1982 | 1990 | 1999 | 2006 | 2019 |
| -------------------------- | ---- | ---- | ---- | ---- | ---- | ---- | ---- |
| 280                        | 351  | 455  | 578  | 767  | 810  | 891  | 959  |
| Quellen: Cassini und INSEE |      |      |      |      |      |      |      |

## Sehenswürdigkeiten
- Kirche Saint-Martin
- Schloss Vayres-sur-Essonne, 1920 an der Stelle des früheren Schlosses aus dem 14. Jahrhundert errichtet
- Waschhaus, erbaut im 19. Jahrhundert

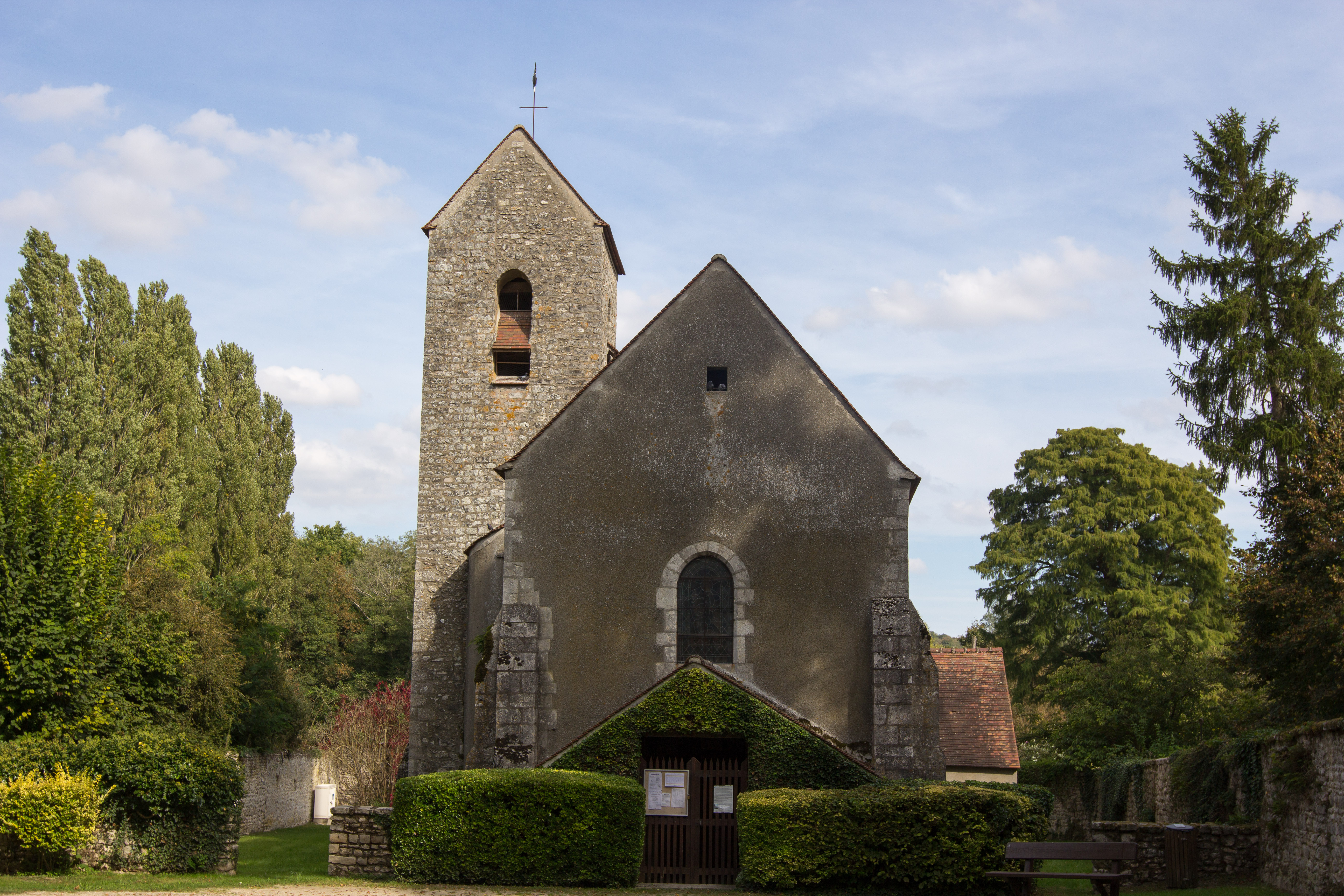
Kirche Saint-Martin